# Vlado Tušak
Vlado Tušak amaterski režiser in kulturni delavec,*17. februar 1910 Cerkvenjak, †17. januar 1992 Maribor.

## Življenje in Delo
Vlado Tušak se je rodil v znameniti cerkvenjaški trgovski družini, in tudi sam po šolanju nadeljeval s trgovsko dejavnostjo ter kasneje postal komercialni direktor Slatkogorske. Bil je osebnost ki je s prijaznim povabilom marsikoga od domačinov povabila k plodnemu sodelovanju pri kulturnem delu.
S 50-letnim režiserskim stažem je predstavljal enega od stebrov amaterske kulture v Cerkvenjaku.
Kulturno društvo Cerkvenjak ga je leta 1982 imenovalo za svojega častnega predsednika,
za svoje kulturno poslanstvo je leta 1991 prejel kulturno priznanje Zveze kulturnih organizacij Slovenije odličje svobode z zlatim listom. Ob 100-letnici organizirane kulturne dejavnosti pa so mu Leta 1994 na počelju Doma kulture odkrili spominsko ploščo. Posebne zasluge ima tudi za elektrifikacijo kraja, objavil je tudi spomine na svoja vojna leta.
Pokopan je v družinski grobnici na cerkvenjaškem pokopališču.

## Vir
- Bernard Rajh; Marjan Toš, ur. (2001). Podoba kraja Občine Cerkvenjak. Slovenskogoriški forum. COBISS 45861121. ISBN 961-90917-0-1.